# В тёплых краях
«В тёплых краях» — картина российского художника-передвижника Николая Ярошенко, созданная в 1890 году в Кисловодске. Полотно находится в коллекции и постоянной экспозиции Государственного Русского музея в Санкт-Петербурге. Полотно было передано в дар музею супругой художника вскоре после его смерти в 1898 году.
На картине изображена Анна Константиновна Черткова, детская писательница и публицистка, супруга издателя и общественного деятеля Владимира Григорьевича Черткова, близкого друга Льва Толстого. Во время создания картины Ярошенко страдал тяжёлой формой туберкулёза горла. В письме Анне Чертковой он сообщал позднее: «Месяца полтора представлял из себя почти неподвижное и ни на что не пригодное тело, мог только лежать или сидеть в кресле, в подушках… как Вы на той картине, что я с Вас писал». Анна Черткова испытала за год до создания картины тяжёлое потрясение — в результате продолжавшейся всего два дня болезни скончалась её любимая двухлетняя дочь. Многие годы после этого она испытывала упадок жизненных сил и часто болела. Сохранились фотографии, запечатлевшие пребывание супружеской четы Чертковых у художника, а также зарисовки Николая Ярошенко, художника Михаила Нестерова и Владимира Черткова, относящиеся к процессу создания картины.
Современники сразу «признали и высоко оценили» картину «В тёплых краях». Она неоднократно привлекала внимание исследователей творчества Николая Ярошенко, культурологов, историков и краеведов как в советский период, так и в постсоветской России.

## Изображение на картине
Картина изображает часть веранды, дома и двора Белой виллы художника в Кисловодске. Фоном является гора Сосновка с обрывом. Публицист и художественный критик Михаил Неведомский так описывал изображение героини на картине: «интеллигентная чахоточная девушка, встречающая свою последнюю весну среди зелени и цветов благодатнаго юга: вся закутанная, она сидит в кресле на террасе виллы в Крыму». В другой своей статье он даже писал о картине: «молодая чахоточная барышня, приехавшая умирать под южным солнцем у моря, среди роз и платанов». Эту мысль развивала доктор искусствоведения Алла Верещагина. Она увидела на картине бледную, печальную и больную женщину, «одиноко тоскующую… среди цветущей красоты южной природы». Основатель и первый директор Мемориального музея-усадьбы Н. А. Ярошенко Владимир Секлюцкий предположил, что женщина погружена в воспоминания. Она полулежит среди подушек с наброшенным на колени пледом. Глаза задумчивы, они выражают стремление к жизни (заслуженный работник культуры Российской Федерации Борис Розенфельд писал о них: «два чёрных уголька выразительных глаз»), а губы как бы произносят слово «жить». Солнечный, наполненный зеленью и цветами, свежим горным воздухом пейзаж создаёт, по мнению Секлюцкого, атмосферу оптимизма и вселяет в зрителя надежду на выздоровление героини полотна. Он сожалел, что искусствоведы недооценивают эту картину. Секлюцкий отмечал в ней не только живописные достоинства, но и искреннее сопереживание художника своему персонажу, горячее желание помочь ей.

## История создания картины
К середине 1880-х годов быстрый карьерный рост на государственной службе Николая Ярошенко остановился. Уже многие годы он был «полковником со старшинством», числился в гвардейской пешей артиллерии, являлся начальником мастерской при Санкт-Петербургском патронном заводе, исполнял «особые поручения» при нём. Он испытывал проблемы со здоровьем (именно в 1890 году у него произошло резкое обострение туберкулёза горла), часто брал многомесячный отпуск (иногда без сохранения «на время оного» жалования от казны). Художник активно участвовал в деятельности Товарищества передвижных художественных выставок, регулярно переизбирался в его Правление, занимался в нём мелкими повседневными делами: подготовка ящиков для картин, ведение кассы. Сотрудница Научно-исследовательского института теории и истории изобразительного искусства Фрида Рогинская утверждала, что он «фактически нёс на себе всю тяжесть руководства Товариществом». Во второй половине 1880-х годов изобразительное искусство в России постепенно утрачивает гражданский пафос и пытается передать эмоциональное впечатление от реальности. Это поставило на первый план проблему профессионального мастерства и более строгих критериев его оценки. В связи с этим в самом Товариществе возникли острые разногласия между представителями старшего и младшего поколения, а также между самими основателями этого художественного движения. Ярошенко пытался сохранить не только единство Товарищества, но и его «жизнеспособность».

### Анна и Владимир Чертковы на Белой вилле у Ярошенко
Картину «В тёплых краях» Николай Ярошенко написал в Кисловодске на Белой вилле. Впервые в Кисловодске он побывал в 1875 году, в 1885 году супруга Ярошенко Мария Павловна приобрела там дачу, но окончательно он переехал туда из Санкт-Петербурга только в 1892 году после выхода в отставку с государственной службы в связи с резким ухудшением здоровья. Дом, где проживал, а затем и поселился в Кисловодске художник, стоял на возвышении, одной стороной он выходил на Соборную площадь, с другой стороны начинался фруктовый сад. Террасу расписал сам художник «в помпеянском стиле», на ней семья обычно обедала, пила чай, а летом проводила значительную часть свободного времени. С террасы открывался красивый вид на гору Сосновку. Именно здесь была написана картина «В тёплых краях». В доме устраивались вечера для знакомых семьи Ярошенко, на террасе артисты, певцы и музыканты демонстрировали гостям своё искусство, на ней проходила свадьба дочери художника Михаила Нестерова Ольги. Одну из небольших комнат дома, в которой было широкое окно, художник оборудовал под мастерскую.
Летом 1890 года на Белой вилле гостили издатель и оппозиционный общественный деятель, последователь и друг Льва Толстого Владимир Чертков и его супруга Анна, которая в 1883 году стала прототипом получившей широкий общественный резонанс картины Николая Ярошенко «Курсистка». Художник использовал их пребывание с пользой для себя. Маленький сын Чертковых Владимир (в семье его называли Дима) послужил моделью для картины «Спящий ребёнок» (1890, находилась в Полтавском художественном музее, погибла в годы Великой Отечественной войны), а Анна позировала для полотна «В тёплых краях». За год до этого у Чертковых умерла дочь Ольга (1887 — 17 июля 1889). Люся, как её называли в семье, была «живой и ласковой девочкой», любимицей всей семьи Чертковых и их многочисленных домочадцев. Она умерла от продолжавшейся всего два дня дизентерии. Смерть девочки стала тяжёлым ударом для матери. Анна Черткова многие годы после этого испытывала упадок жизненных сил и часто болела. Для её восстановления семья уехала на юг. Художник Михаил Нестеров, сам живший в то время в Кисловодске, писал, что Ярошенко выделил для проживания Чертковых целый флигель, который был даже больше, чем сама Белая вилла. В этом флигеле, по его словам, когда-то проживала Эмилия Шан-Гирей (прообраз княжны Мэри Михаила Лермонтова). Нестеров упоминает, что Анна Черткова позировала Ярошенко, но саму картину он называет «Больная», а не «В тёплых краях».
В коллекции Мемориального музея-усадьбы Н. А. Ярошенко находится фотография, на которой запечатлены находившиеся в 1890 году на Белой вилле Владимир и Анна Чертковы. Там же хранятся рисунки, сделанные художником в том году с Анны Чертковой: «А. К. Черткова на балконе» (бумага, итальянский графический карандаш, 17,5 × 13,3 см, на рисунке рукой сына Владимира сделана подпись «Набросок Ярошенко с моей матери») и «Дружеский шарж на семью Чертковых» (бумага, картон, графический карандаш, 20 × 23 см).
- Супруги Чертковы (справа) на Белой вилле у Ярошенко в 1890 году
- Николай Ярошенко. А. К. Черткова на балконе, 1890 год
- Николай Ярошенко. Дружеский шарж на семью Чертковых, 1890 год

### Современники о картине
В каталоге XIX Передвижной выставки упоминаются сразу четыре картины, представленные Николаем Ярошенко: «Портрет Н. Н. Ге» (№ 78, холст, масло, 92,5 × 73,5 см, в настоящее время полотно находится в Русском музее), «В тёплых краях» (№ 79 по каталогу), «Спящий ребёнок» (№ 80), «Проводил» (№ 81, холст, масло, 125 × 150 см, в коллекции Омского областного музея изобразительных искусств имени М. А. Врубеля). Обычно в современном искусствоведении с этой выставкой связываются три картины — «Портрет Н. Н. Ге», «В тёплых краях» и «Проводил». Только старший научный сотрудник Мемориального музея-усадьбы Н. А. Ярошенко Ирина Поленова в своей книге 2018 года упомянула в связи с выставкой «Спящего ребёнка».
Учитывая, что картина «В тёплых краях» — портрет больной женщины, опирающейся на подушки, укутанной одеялом, печально доживающей в кресле на террасе кисловодской дачи, один из рецензентов-современников пошутил, что герой второй картины (на ней изображён одинокий старик, стоящий на опустевшем перроне; под перекрытием вокзала висят густые клубы пара, расходятся после отхода поезда провожающие, носильщик сметает сор с каменных плит, заложив руки за спину рядом стоит безразличный ко всему полицейский) проводил в тёплые края именно ту страдающую чахоткой женщину, которая сидит в кресле на кисловодском балконе.
Современники, знакомые с Анной Чертковой, не узнавали её изображение на картине «Курсистка», а картину «В тёплых краях» воспринимали как традиционный портрет (хотя, по мнению историка культуры и автора биографии художника, вышедшей в советское время, Владимира Порудоминского, в ней присутствует более сложный сюжет). Илья Репин писал Черткову: «Здесь на выставке изображение Анны Константиновны (работы Ярошенко) выздоравливающей очень мне понравилось. Выразительно и тонко написано. Прекрасная вещь». Лев Толстой, увидев полотно «В тёплых краях» на посмертной выставке Ярошенко, назвал его «Галя в Кисловодске» (Галей называли Черткову близкие ей люди). Посетители Передвижной выставки жалели красивую даму, которой, по их мнению, суждено было покинуть земной мир. Порудоминский отмечал, что в этой картине страдание, которому, по его мнению, недостаёт «внутреннего содержания», «железа» и «фосфора», вызывает не сострадание, а жалость. По его словам, именно поэтому репродукции с картины «В тёплых краях» печатали до революции в журналах, предназначенных для обывателей.
Борис Розенфельд писал своей книге о Мемориальном музее-усадьбе художника, что современные критики картину «В тёплых краях» «признали и высоко оценили», считали «одной из лучших картин, написанных в Кисловодске».

## Картина «В тёплых краях» в коллекции Русского музея
В 1898 году супруга художника после смерти мужа передала в только что созданный Русский музей императора Александра III часть находившихся в её коллекции работ мужа, среди них была и эта картина. Картина «В тёплых краях» находится в коллекции Русского музея (инв. — Ж-2500), а другой её вариант — в собрании в Екатеринбургском музее изобразительных искусств, куда его передал драматург и коллекционер Валерий Тэн, её последний частный владелец. Картина «В тёплых краях» находится в постоянной экспозиции Русского музея. Техника — масляная живопись по холсту. Размер — 107 (или 107,5) × 81 см. В правом нижнем углу картина подписана и датирована автором: «Н. Ярошенко. 1890». В разное время картина была представлена на выставках. Среди них: XIX Передвижная художественная выставка (1891), на групповой посмертной выставке трёх художников — Ивана Ендогурова, Ивана Шишкина, Николая Ярошенко в 1899 году и на выставке произведений Ярошенко в Москве в том же 1899 году.
В Национальном музее «Киевская картинная галерея» находится альбом художника, относящийся к концу 80-х — началу 90-х годов (обложка — 25,5 × 33,7 см, 27 листов, размер каждого из которых — 24 × 33 см, 22 из них заполнены карандашными рисунками, а остальные пустые). Лист 12 в этом альбоме занимает эскиз к картине «В тёплых краях». Слева вверху надпись «Н. Я. Выроб…». На обороте страницы находится портрет мужчины в шляпе. Этот эскиз экспонировался в 1948 году на выставке работ Николая Ярошенко в Киеве. Ещё один эскиз к картине, не отмеченный кандидатом искусствоведения Владимиром Прытковым в его монографии о творчестве Ярошенко, находится в Государственном музее Л. Н. Толстого (бумага, карандаш, 33 × 23 см, АИГ-858 / 21, в коллекции он носит название «Набросок портрета А. К. Чертковой», на эскизе надпись: «В позировании для картины участвовала жена Владимира Григорьевича Черткова Анна Константиновна, урожд. Дитерихс», набросок подписан художником). В его центральной части изображена сидящая в кресле на веранде женщина, опирающаяся на подушки. На оборотной стороне листа портрет самого художника, сделанный оплечно в профиль.
В Государственном музее Л. Н. Толстого также хранится карандашный рисунок Владимира Черткова (1890, бумага, карандаш, находится в альбоме рисунков Владимира Черткова), на котором он изобразил Николая Ярошенко за работой на картиной «В тёплых краях». Кандидат филологических наук Надежда Зайцева в своей статье упоминала о том, что Чертков делал в это время зарисовки самой картины, а также своей супруги.
- Николай Ярошенко. Набросок портрета А. К. Чертковой, 1890-е годы
- Владимир Чертков. Николай Ярошенко за работой над картиной «В тёплых краях», 1890 год

## Картина в работах советских и российских искусствоведов и культурологов

### Картина в работах советских исследователей
Последний секретарь Льва Толстого Валентин Булгаков, впоследствии автор воспоминаний об окружении писателя и советских художниках, хорошо знакомый как с Анной Чертковой, так и с Николаем Ярошенко, писал в своих воспоминаниях уже после Великой Отечественной войны:

Тут Анна Константиновна представлена уже в зрелом возрасте, после замужества и после одного тяжёлого заболевания: ещё не старая закутанная в плед и шали дама изображена сидящей в кресле на увитой розами открытой веранде где-то на юге, — в Крыму, вероятно. Тут хороша высунувшаяся из-под шали и протянутая по ручке кресла рука. Анну Константиновну можно узнать по одной только этой руке… Но и лицо очень похоже… Сходство лица, однако, уже по окончании картины сознательно уменьшено было художником по просьбе Анны Константиновны и её родных — ввиду того, что картина должна была пойти на большую петербургскую выставку.— Валентин Булгаков. Как прожита жизнь: Воспоминания последнего секретаря Л. Н. Толстого
Саму картину Булгаков называл «Выздоравливающая», а не «В тёплых краях». Он отмечал, что Ярошенко, видимо, привлекал «тип одухотворённого, тонкого, и внутренне и внешне целомудренно-привлекательного скромного женского существа», к которому принадлежала, по его мнению, Черткова.
Кандидат искусствоведения Владимир Прытков в монографии о творчестве Ярошенко писал, что в картине художник проявил незаурядный профессионализм. Накинутый на голову женщины шарф соответствует по цвету подушке, «голубоватой в полутенях и желтоватой на свету», «чёрное платье написано поверх коричневатой подготовки свободными мазками сине-фиолетового общего тона и хорошо сгармонировано с сиреневым пледом». По мнению Прыткова, безупречно переданы
«бледное исхудалое лицо» и «тонкие, выразительные… руки». Мраморная балюстрада и передний план изображены с богатством оттенков, передающих предметы на открытом воздухе в условиях солнечного освещения. Обобщённо написанный задний план отличается «тонкой нюансировкой цвета», за балюстрадой тёмно-зелёная листва включает в себя «сочные пятна роз». Она находится в гармонии с одеждой женщины и ковром у её ног. В фигуре женщины, в движении рук, в бледном лице и взгляде чёрных глаз чувствуется порыв к жизни и одновременно горькое сознание того, что и «после её смерти будет „Равнодушная природа красою вечною сиять“».
Картина «В тёплых краях», по мнению Владимира Прыткова, раскрывает свою принадлежность к бытовому жанру не через действия персонажа, а через его переживания. С точки зрения исследователя, это в целом характерно для работ художника как 80-х, так и 90-х годов. Сохранился и использованный художником в 80-е годы принцип размещения единственного персонажа на переднем плане. При этом Прытков отмечал значительно большее общественное содержание «Курсистки», написанной в предшествовавшее десятилетие с той же самой Анны Чертковой, в сравнении с картиной «В тёплых краях». Советский и российский искусствовед Татьяна Горина также считала, что в картине «В тёплых краях» Ярошенко ослабил социальную и нравственную проблематику, а также художественную цельность. По её мнению, в ней преобладает отвлечённо-гуманистическое содержание.
Кандидат искусствоведения Софья Гольдштейн отмечала использование в картине художником принципов фрагментарной композиции, характерных для целого ряда произведений бытового жанра Ярошенко конца 80-х — начала 90-х годов («На качелях», 1888, картон, масло, 58,3 × 40,5 см, Государственный Русский музей; «Мечтатель», 1892, местонахождение неизвестно; «Хор», 1894, первоначально — частное собрание Т. Н. Павловой в Санкт-Петербурге, в настоящее время — в Мемориальном музее-усадьбе Н. А. Ярошенко, и другие). Все они, за исключением картины «В вагоне» (конец 1880-х годов, холст, масло, 31 × 34 см, частное собрание Г. П. Белякова в Москве, справа внизу подпись «Н. Ярошенко»), для которой характерна также и свежесть живописного решения, по её мнению, лишены «содержательности», которая свойственна лучшим картинам художника 1870—1880-х годов.
Фрагменты картины «В тёплых краях»
Советский искусствовед Владимир Порудоминский подчёркивал в картине «В тёплых краях» грусть безнадёжно больной женщины, «с особой остротой ощущающей своё место в природе…». Последние годы сам Ярошенко страдал тяжёлой горловой чахоткой. В письме Анне Чертковой он сообщал: «Месяца полтора представлял собой почти неподвижное и ни на что не пригодное тело, мог только лежать или сидеть в кресле, в подушках… как Вы на той картине, что я с Вас писал»". Владимир Порудоминский писал, что героиня картины «получилась красивой дамой с утончённо правильными чертами лица (в котором выразилось не столько страдание её или художника, сколько желание, чтобы вышло „трогательно“), с тонкими, изящными руками, которые она держит несколько напоказ; пейзаж написан в приглушённых тонах, линии и краски его успокоены, притишены, излюбленные Ярошенко могучие, грозные образы природы уступили место красивому виду, в значительной части скрытому окружающими балкон деревьями и кустарником, на балконе вдоль белых мраморных перил поставлены садовые растения в кадках, приятные розовые цветы радуют глаз». Картиной «о печали угасания среди расцветающей природы» назвал полотно писатель и искусствовед Леонид Волынский.

### Современные российские исследователи о картине
Ирина Поленова не видела в картине безысходности, хотя, по её мнению, художник размышлял в ней о быстротечности жизни. Она отмечала белый цвет подушек и платка женщины, контрастирующих с чёрным цветом её одежды. Чёрный цвет, по мнению Поленовой, лишь вносит «ноту траура» в «мирную сцену». Именно пейзажу принадлежит основная эмоциональная и смысловая роль. Неяркое солнце освещает зелёные склоны гор, лёгкая тень лежит на кронах деревьев и дорожке, посыпанной песком. Мягкие краски соответствуют свежести воздуха. Поленова делала акцент на том, что во взгляде женщины, изображённой на холсте, нет «отчаяния или протеста», а лишь задумчивость и серьёзность. Женщина воспринимает себя как частицу окружающего мира и принимает его законы. Умиротворённость природы, изображённой художником, соответствует настроению героини картины. Поленова считала, что нельзя ставить в упрёк картине отсутствие в ней общественного содержания, так как художник просто не ставил такой задачи. Она утверждала, что художник попытался передать понимание природы как возвышающего и придающего человеческому существованию смысл начала. Поленова отмечала драматизм полотна и внимание к переживаниям героини.
Историк Григорий Вольф отмечал в картине сочетание грусти и красоты, подчёркивал утончённые черты лица и тонкие изящные руки героини. Картина, с его точки зрения, передаёт «элегическое настроение человека, с особой остротой ощутившего бренность своего существования». Кандидат искусствоведения Елена Петинова называла полотно «небольшой жанровой картиной, написанной на сугубо бытовой сюжет». Она отмечала в ней не свойственные ранее творчеству художника теплоту и проникновенность.